# Victory (film, 1996)
Pour les articles homonymes, voir Victory.
Pour plus de détails, voir Fiche technique et Distribution.
Victory est un film franco-germano-britannique réalisé par Mark Peploe, sorti en 1996, d'après le roman éponyme de Joseph Conrad.

## Synopsis
En 1913 à Surabaya (Indonésie) le membre d'un orchestre cherche à fuir.

## Fiche technique
- Titre : Victory
- Réalisation : Mark Peploe
- Scénario : Mark Peploe, Frederick Seidel d'après le roman de Joseph Conrad
- Musique : Richard Hartley
- Photographie : Bruno de Keyzer
- Montage : Michael Bradsell et Tony Lawson (de)
- Production : Simon Bosanquet
- Société de production : British Screen Productions, Canal+, Extrafilm, Recorded Picture Company, Studio Babelsberg, Telescope Films et UGC
- Société de distribution : UGC-Fox Distribution (France)
- Pays :  Royaume-Uni,  France,  Allemagne et  États-Unis
- Genre : aventures, drame, romance et thriller
- Durée : 99 minutes
- Dates de sortie : 
  - Pologne : 13 décembre 1996
  - France : 22 juillet 1998

## Distribution
- Willem Dafoe : Axel Heyst
- Sam Neill : M. Jones
- Irène Jacob : Alma
- Rufus Sewell : Martin Ricardo
- Jean Yanne : M. Schomberg
- Bill Paterson : Capitaine Davidson
- Ho Yi : Wang